# والدورف آستوریا برلین
والدورف آستوریا برلین (انگلیسی: Waldorf Astoria Berlin) ساختمان تجاری و هتل مستقر در شهر برلین است، که در سال ۲۰۱۳ احداث گردید.